# Nghĩa Hồng, Nghĩa Đàn
Nghĩa Hồng là một xã thuộc huyện Nghĩa Đàn, tỉnh Nghệ An, Việt Nam.
Xã Nghĩa Hồng có diện tích 16,31 km², dân số năm 1999 là 4877 người, mật độ dân số đạt 299 người/km².